# Jesse Moss (režisér)
Jesse Moss je americký filmový režisér a producent. Narodil se v kalifornském městě Palo Alto a studoval na Kalifornské univerzita v Berkeley. V roce 2003 natočil film Con Man pojednávající o podvodníkovi Jamesi Hogueovi. Hogue byl Mossův spolužák během studií na střední škole. Mezi jeho další filmy patří například Full Battle Rattle (2008) a The Overnighters (2014). Rovněž se věnoval pedagogické činnosti na Sanfranciské státní univerzitě.

## Filmografie
- Con Man (2003)
- Speedo (2003)
- Rated 'R': Republicans in Hollywood (2004)
- Full Battle Rattle (2008)
- Extreme Civil War Reenactors (2012)
- The Overnighters (2014)
- Makers & Gamers: Journey (2015)
- Killing the Colorado (2016)
- The Bandit (2016)
- Dirty Money (2018)
- The Family (2019)
- Boca Del Lobo (Wolf's Mouth) (2019)
- Gay Chorus Deep South (2019)
- Boys State (2020)
- Mayor Pete (2021)